# Intermetallische verbinding

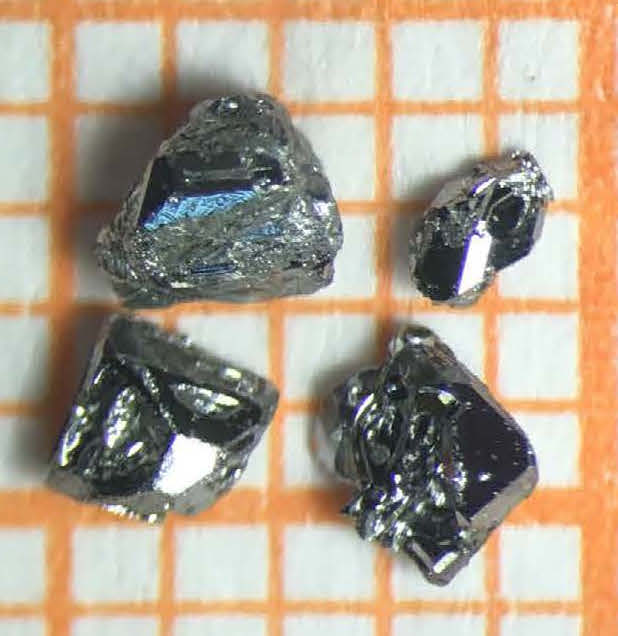
Cr_{11}Ge_{19}

Een intermetallische verbinding is een homogene chemische verbinding van twee of meer metalen. In tegenstelling tot legeringen hebben intermetallische verbindingen een roosterstructuur die verschilt van die van de samenstellende metalen.  

## Eigenschappen
Er zijn intermetallische verbindingen met een stoïchiometrische samenstelling die overeenkomt met de gebruikelijke valentie van de metalen waaruit de verbinding bestaat.  
Intermetallische verbindingen zijn vaak hard, dat wil zeggen dat ze een hoge hardheid hebben, grote brosheid en grote sterkte. Bovendien zijn de verbindingen chemisch resistent, dat wil zeggen dat ze goed bestand zijn tegen corrosie. Ze hebben meestal een hoog smeltpunt en hun elektrische weerstand is meestal een orde van grootte hoger dan die van de goed geleidende overgangsmetalen. Er zijn ook verbindingen die elektrische eigenschappen hebben van halfgeleiders. Sommige intermetallische verbindingen hebben speciale magnetische of supergeleidende eigenschappen.  
De bijzondere fysische en mechanische eigenschappen van intermetallische verbindingen volgen uit de sterke binding tussen de ongelijke metaalatomen. De intermetallische verbindingen nemen een tussenpositie in tussen legeringen en keramische materialen.   

## Voorbeelden
Voorbeelden van intermetallische verbindingen zijn: 
- Heuslerlegeringen, zoals titanium met kobalt en aluminium. De legeringen TiCo en TiAl zijn paramagnetisch, maar de intermetallische verbinding Ti2CoAl is ferromagnetisch.[1]
- Nitinol (NiTi), een geheugenmetaal